# Svinehans
En Svinehans (som også kaldes tomandshøvl, sjokhøvl, sakshøvl, klavshøvl, Storeklaus, Kristoffer, sjakhøvl, tremandshøvl, okshøvl og tyr) er betegnelse for en stor rubank, der i forenden er blevet forsynet med et par ekstra greb, ofte blot et rundstok boret gennem høvlens hus, eller skruet på oversiden, så den får en vis lighed med en okse. Svinehans er næsten gået af brug. I stedet anvendes den langt mere håndterlige el-høvl.
Sammenlign med pløjehøvl, der i vise tilfælde bærer lignende navne.

## Ekstern henvisning
- baskholm.dk Arkiveret 16. september 2008 hos  Wayback Machine